# Terremoto de Esmeraldas de 2022
El terremoto de Esmeraldas de 2022 fue un movimiento sísmico ocurrido el sábado 26 de marzo de 2022 a las 23:28 UTC-5, Tuvo una magnitud de 5.8 MW, una profundidad de 19 km y una intensidad en la escala de Mercalli de VII. Su epicentro se localizo a 7 km de la ciudad de Esmeraldas, en la provincia ecuatoriana del mismo nombre.

## Generalidades
Después del sismo se registraron muchas replicas, las mayores fueron dos sismos de 5.2 MWHasta el 31 de marzo se contabilizaban más de 101 replicas.El sismo fue sentido en 11 de las 24 provincias del Ecuador.

## Impacto
Producto del sismo una persona murió y otra resultó herida.9.994 personas resultaron afectadas y 8.709 resultaron damnificadas.1.397 viviendas resultaron con daños leves, 2.428 tuvieron daños parciales y 779 tuvieron daños severos. 15 centros de salud,16 unidades educativas, 17 infraestructuras públicas, 282 bienes privados y un puente resultaron con daños.Poco después del sismo en las ciudades de Esmeraldas y Atacames la energía eléctrica se corto, esto para evitar contratiempos con los cables de electricidad.